# La Pola de Gordón
La Pola de Gordón es un municipio y villa española de la provincia de León, en la comunidad autónoma de Castilla y León. Cuenta con una población de 2842 habitantes (INE 2024).
Se encuentra a orillas del río Bernesga. En el pasado perteneció al antiguo Concejo de Gordón. Posee una estación de ferrocarril en la línea que une León con Gijón, contando con servicios regionales entre ambas ciudades.

## Geografía
Integrado en la comarca de Gordón, de la que ejerce de capital, se sitúa a 34 kilómetros de León. El término municipal está atravesado por la carretera nacional N-630, entre los pK 102 y 116, por la carretera provincial LE-473, que conecta con Sena de Luna, y por una carretera local que permiten la comunicación con Vegacervera. 
El relieve del municipio es accidentado por encontrarse dentro de la cordillera Cantábrica. El río Bernesga discurre en dirección norte a sur, antes de pasar a La Robla, recibiendo a su paso algunos afluentes como el río Casares. La altitud oscila entre los 1914 metros al suroeste (El Pedroso), y los 970 metros a orillas del Bernesga antes de abandonar el municipio por el sur. La capital municipal se alza a 1007 metros sobre el nivel del mar. Tiene algunos picos emblemáticos como El Altico, El Cueto San Mateo o el más conocido, Fontañán. 
Todo su territorio se encuentra integrado en la Reserva de la Biosfera del Alto Bernesga, catalogada por la UNESCO. 
| Noroeste: Sena de Luna        | Norte: Villamanín         | Noreste: Vegacervera                   |
| Oeste: Los Barrios de Luna    |                           | Este: Vegacervera y Matallana de Torío |
| Suroeste: Los Barrios de Luna | Sur: Carrocera y La Robla | Sureste: La Robla                      |

### Localidades
El municipio de La Pola de Gordón consta de 17 localidades:
- Los Barrios de Gordón,
- Beberino
- Buiza
- Cabornera
- Ciñera
- Folledo
- Geras
- Huergas de Gordón
- Llombera
- Nocedo de Gordón,
- Paradilla de Gordón
- Peredilla
- La Pola de Gordón
- Santa Lucía
- Vega de Gordón
- La Vid
- Villasimpliz

## Demografía
Cuenta con una población de 2842 habitantes (INE 2024).
| Gráfica de evolución demográfica de La Pola de Gordón entre 1842 y 2021                                               |
| |
| Población de derecho según los censos de población del INE. Población de hecho según los censos de población del INE. |

## Administración
| Partido político | Partido político                         | 2019  | 2019       | 2019 |
| Partido político | Partido político                         | %     | Concejales |      |
|                  | Partido Socialista Obrero Español (PSOE) | 44,78 | 5          |      |
|                  | Partido Popular (PP)                     | 31,95 | 4          |      |
|                  | Izquierda Unida (IU)                     | 8,94  | 1          |      |
|                  | Unión del Pueblo Leonés (UPL)            | 8,89  | 1          |      |

## Galería

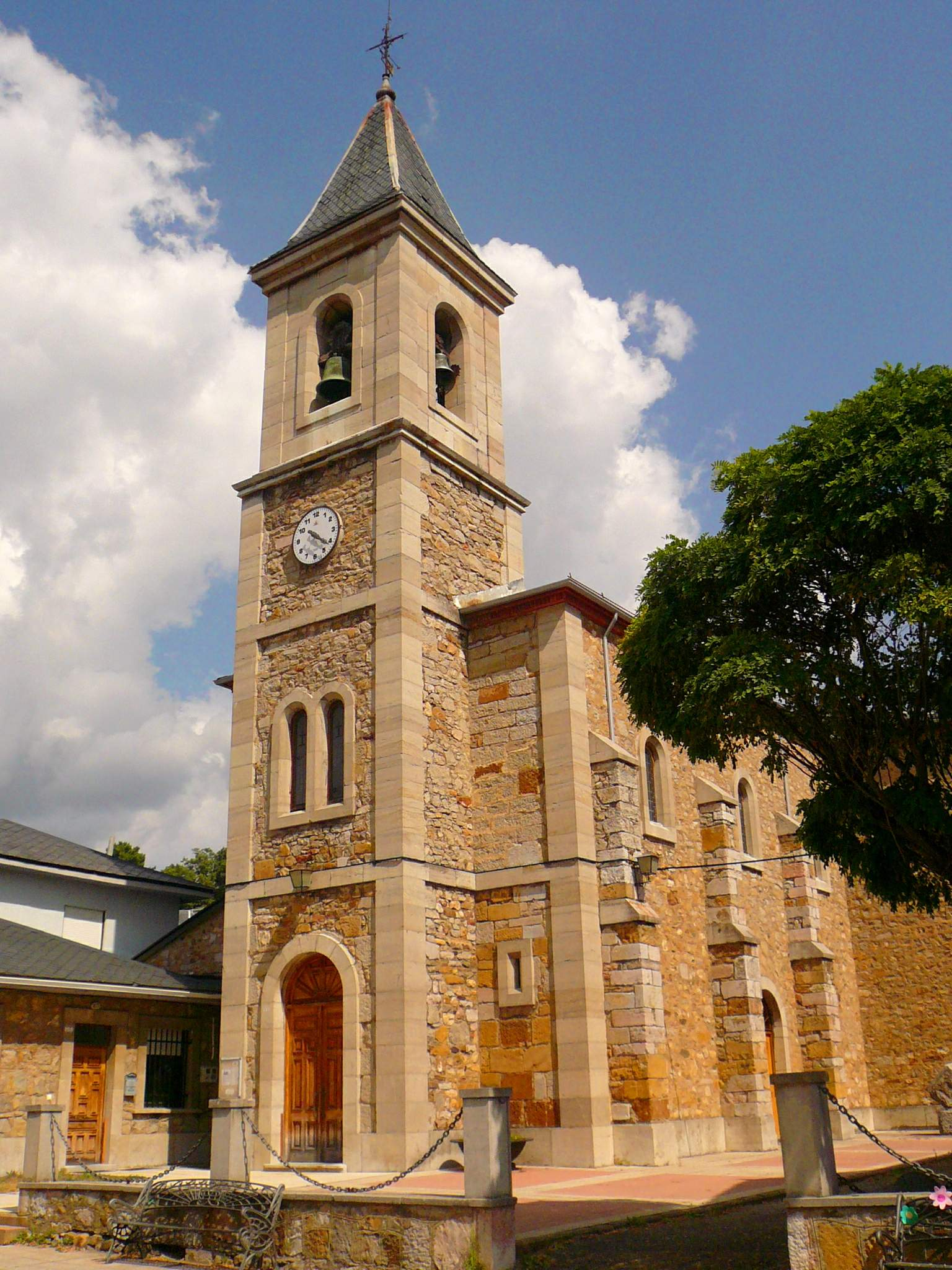
Parroquia de Nuestra Señora de la Asunción
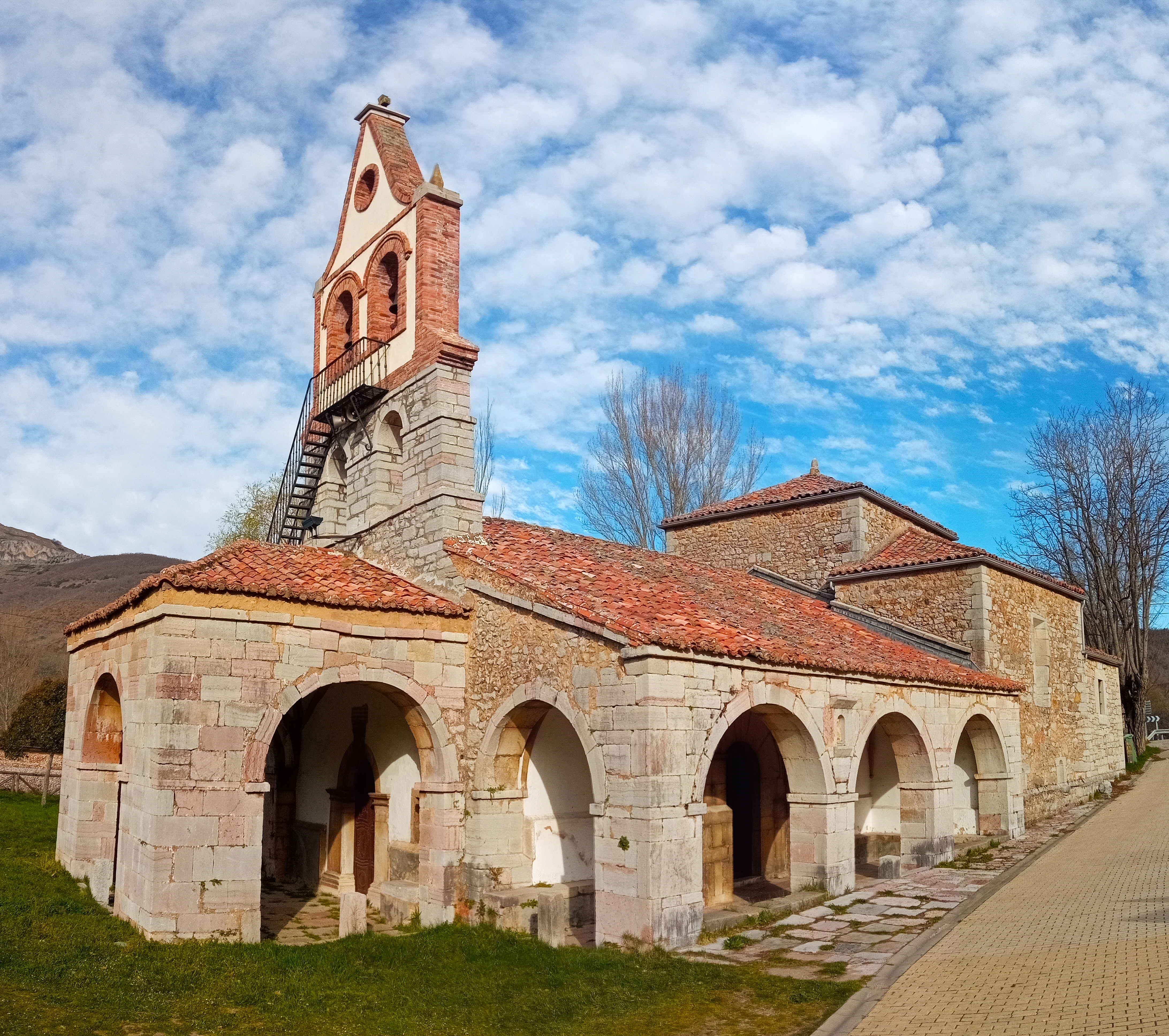
Santuario del Buen Suceso
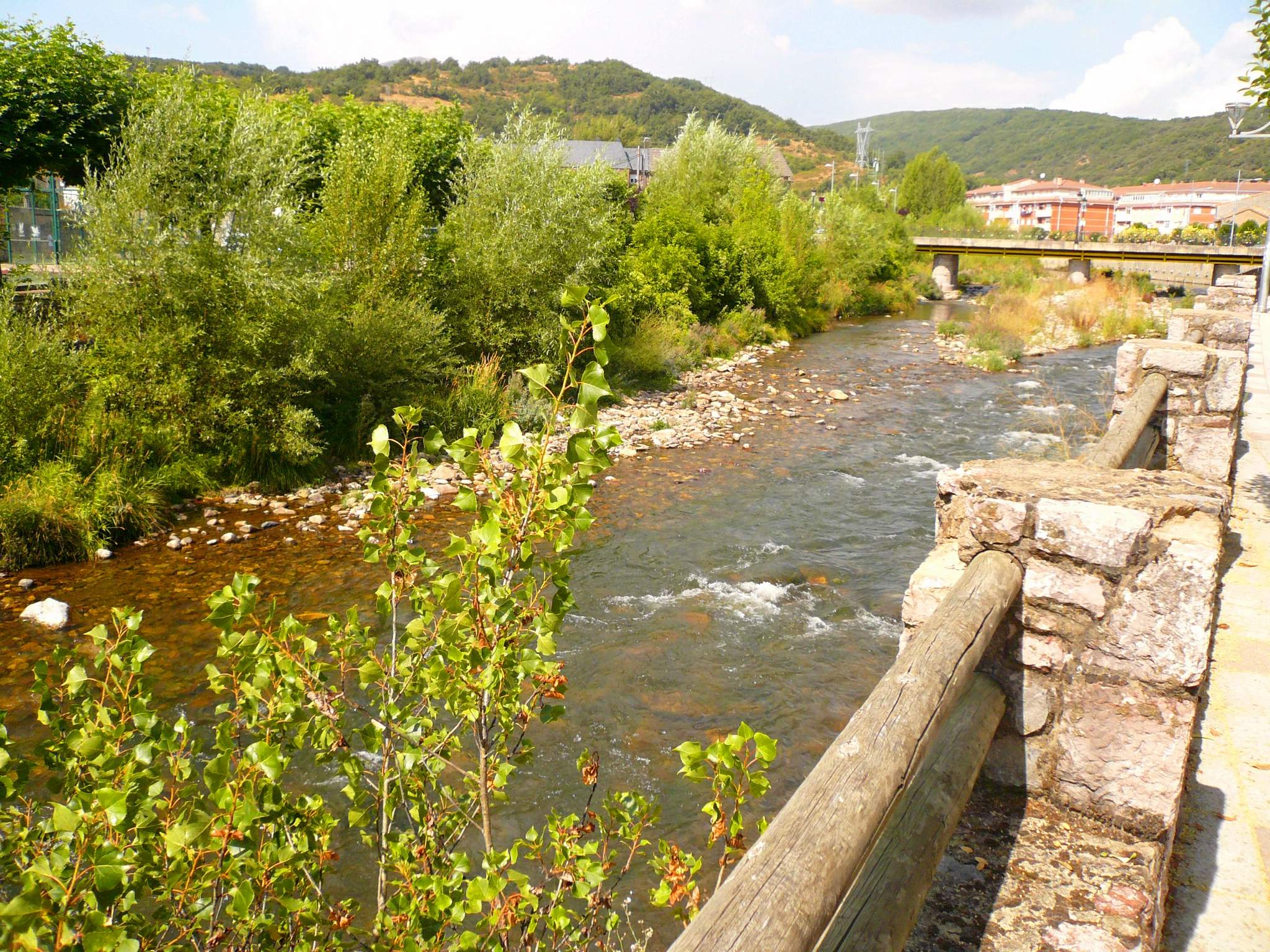
El río Bernesga a su paso por La Pola de Gordón
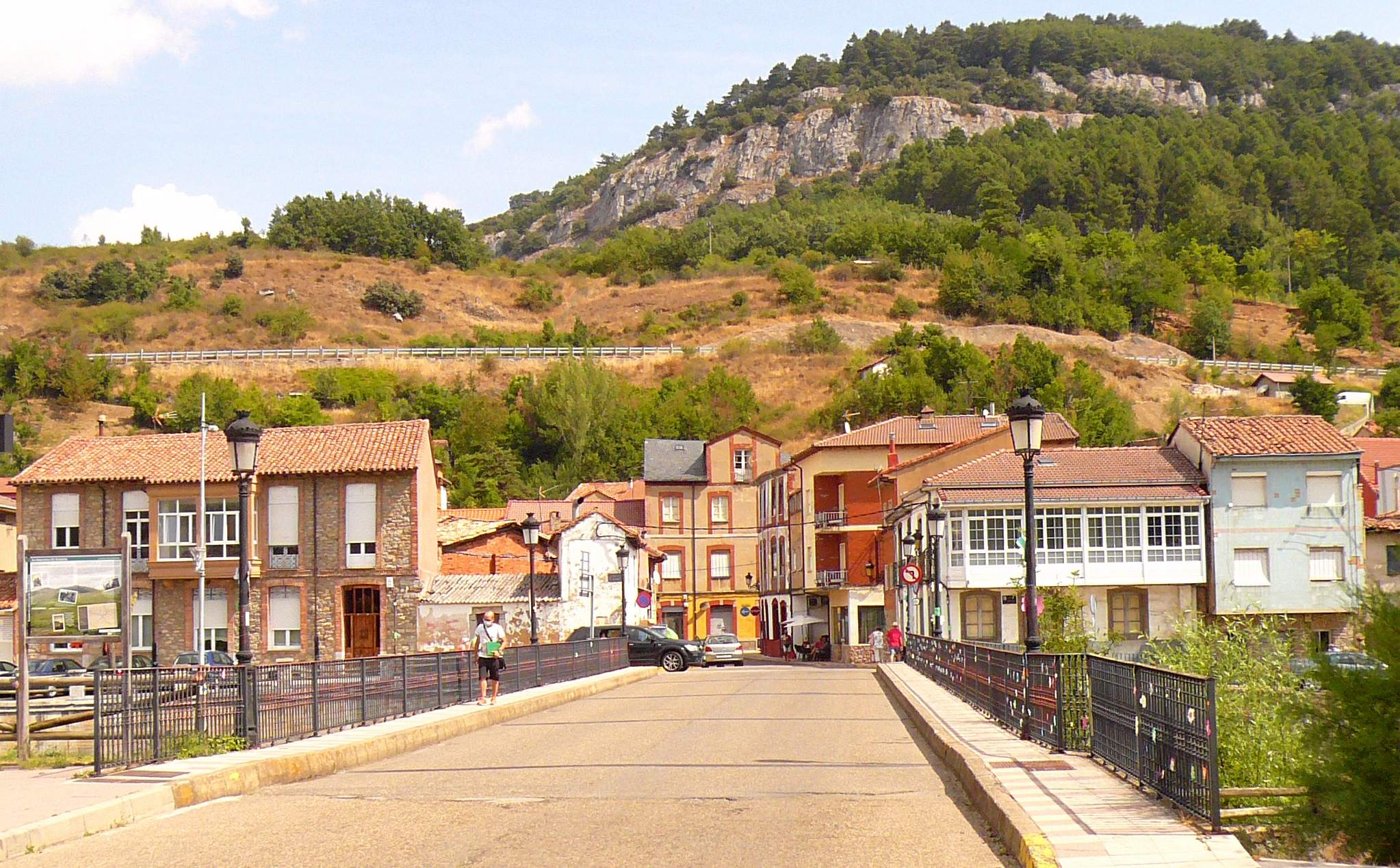
Puente de la Calle Capitán Lozano
Pintura donde se observa el valle de Gordón, con La Pola, Vega, Huergas, Santa Lucía y San Juan de Billar de Frades.[7]